# Maria Lamprópulos
Maria Constanza Lamprópulos (griechisch Μαρία Κωνστάντζα Λαμπροπούλου; * 2. August 1981 in Buenos Aires) ist eine professionelle argentinisch-griechische Pokerspielerin. Sie gewann 2017 das Main Event der partypoker Millions Dusk Till Dawn und 2018 das Main Event des PokerStars Caribbean Adventures.

## Persönliches
Lamprópulos stammt aus Buenos Aires. Sie machte einen Abschluss in Betriebswirtschaftslehre und lebt in Leicester.

## Pokerkarriere

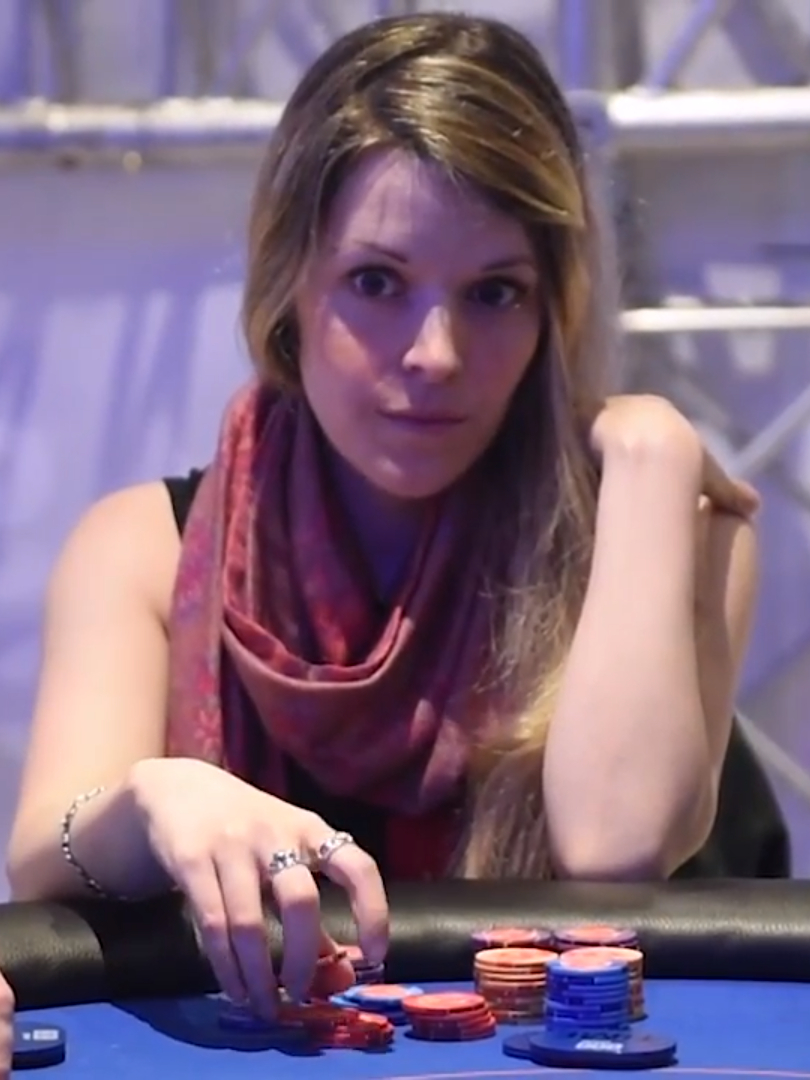
Lamprópulos in Barcelona (2018)

Die Argentinierin besuchte regelmäßig das Casino Puerto Madero in ihrer Geburtsstadt Buenos Aires. Dort traf sie auf Iván Lucá, den heute erfolgreichsten argentinischen Pokerspieler, mit dem sie sich anschließend in einer Beziehung befand. Lamprópulos verfolgte sein Spiel und erzielte Ende November 2014 in São Paulo ihre erste Geldplatzierung bei einem Live-Turnier.
Lamprópulos gewann im März 2015 ein Turnier der Latin American Poker Tour in Viña del Mar mit einer Siegprämie von knapp 13.000 US-Dollar. Mitte Februar 2016 belegte sie beim Main Event der European Poker Tour (EPT) in Dublin den 58. Platz für 10.270 Euro. Ende Februar 2016 wurde die Argentinierin beim bwin.be WPT National in Brüssel Zweite für ein Preisgeld von 68.200 Euro. Anfang März 2016 belegte sie beim Main Event der Eureka Poker Tour im King’s Casino in Rozvadov ebenfalls den zweiten Platz. Im Heads-Up spielte sie gegen ihren Freund Iván Lucá und erhielt nach einem Deal mit ihm knapp 100.000 Euro. Im Mai 2016 erreichte Lamprópulos bei einem Event der EPT in Monte-Carlo den vierten Platz für rund 50.000 Euro Preisgeld. Im Juni 2016 war sie erstmals bei der World Series of Poker im Rio All-Suite Hotel and Casino am Las Vegas Strip erfolgreich und kam bei fünf Turnieren der Variante No Limit Hold’em ins Geld. Mitte April 2017 gewann die Argentinierin das Main Event der partypoker Millions in Nottingham. Dafür setzte sie sich gegen 1203 andere Spieler durch und erhielt eine Siegprämie von einer Million britischen Pfund. Mitte Januar 2018 siegte Lamprópulos auch beim Main Event des PokerStars Caribbean Adventure auf den Bahamas. Dafür besiegte sie ein Feld von 582 Teilnehmern und sicherte sich als erste Frau die Siegprämie von knapp 1,1 Millionen US-Dollar. Zusätzlich erhielt die Argentinierin einen „Platinum Pass“ im Wert von 30.000 US-Dollar, der zur Teilnahme an der PokerStars Players Championship im Januar 2019 berechtigte. Seitdem blieben größere Turniererfolge aus.
Insgesamt hat sich Lamprópulos mit Poker bei Live-Turnieren mehr als 3,5 Millionen US-Dollar erspielt. Unter den argentinischen Pokerspielern haben nur Iván Lucá, Nacho Barbero und Michael Duek mehr Turnierpreisgelder gewonnen. Im Ranking der erfolgreichsten Frauen steht sie als beste Südamerikanerin auf dem elften Platz.